# Velká cena Thajska silničních motocyklů 2025
Velká cena Thajska 2025 (oficiálně PT Grand Prix of Thailand) byl první závodní víkend mistrovství světa silničních motocyklů 2025. Konal se ve dnech 28. února - 2. března na okruhu Chang International Circuit v Buriramu.

## Výsledky sprintu MotoGP
| Poř.                                                         | Č. | Jezdec                | Tým                                  | Výrobce | Kol | Čas                | St. | Body |
| ------------------------------------------------------------ | -- | --------------------- | ------------------------------------ | ------- | --- | ------------------ | --- | ---- |
| 1                                                            | 93 | Marc Márquez          | Ducati Lenovo Team                   | Ducati  | 13  | 19:35.005          | 1   | 12   |
| 2                                                            | 73 | Álex Márquez          | BK8 Gresini Racing MotoGP            | Ducati  | 13  | +1.185             | 2   | 9    |
| 3                                                            | 63 | Francesco Bagnaia     | Ducati Lenovo Team                   | Ducati  | 13  | +3.423             | 3   | 7    |
| 4                                                            | 79 | Ai Ogura              | Trackhouse MotoGP Team               | Aprilia | 13  | +4.392             | 5   | 6    |
| 5                                                            | 21 | Franco Morbidelli     | Pertamina Enduro VR46 Racing Team    | Ducati  | 13  | +5.790             | 9   | 5    |
| 6                                                            | 37 | Pedro Acosta          | Red Bull KTM Factory Racing          | KTM     | 13  | +11.700            | 6   | 4    |
| 7                                                            | 20 | Fabio Quartararo      | Monster Energy Yamaha Factory Racing | Yamaha  | 13  | +13.437            | 10  | 3    |
| 8                                                            | 33 | Brad Binder           | Red Bull KTM Factory Racing          | KTM     | 13  | +14.228            | 14  | 2    |
| 9                                                            | 36 | Joan Mir              | Honda HRC Castrol                    | Honda   | 13  | +15.453            | 11  | 1    |
| 10                                                           | 5  | Johann Zarco          | LCR Honda Castrol                    | Honda   | 13  | +16.209            | 12  |      |
| 11                                                           | 25 | Raúl Fernández        | Trackhouse MotoGP Team               | Aprilia | 13  | +16.817            | 7   |      |
| 12                                                           | 72 | Marco Bezzecchi       | Aprilia Racing                       | Aprilia | 13  | +17.152            | 8   |      |
| 13                                                           | 54 | Fermín Aldeguer       | BK8 Gresini Racing MotoGP            | Ducati  | 13  | +17.741            | 15  |      |
| 14                                                           | 12 | Maverick Viñales      | Red Bull KTM Tech3                   | KTM     | 13  | +18.984            | 18  |      |
| 15                                                           | 10 | Luca Marini           | Honda HRC Castrol                    | Honda   | 13  | +19.149            | 16  |      |
| 16                                                           | 88 | Miguel Oliveira       | Prima Pramac Yamaha MotoGP           | Yamaha  | 13  | +19.569            | 17  |      |
| 17                                                           | 42 | Álex Rins             | Monster Energy Yamaha Factory Racing | Yamaha  | 13  | +20.140            | 19  |      |
| 18                                                           | 23 | Enea Bastianini       | Red Bull KTM Tech3                   | KTM     | 13  | +23.948            | 20  |      |
| 19                                                           | 35 | Somkiat Chantra       | LCR Honda Idemitsu                   | Honda   | 13  | +24.594            | 22  |      |
| 20                                                           | 32 | Lorenzo Savadori      | Aprilia Racing                       | Aprilia | 13  | +31.443            | 21  |      |
| Ret                                                          | 49 | Fabio Di Giannantonio | Pertamina Enduro VR46 Racing Team    | Ducati  | 11  | Technické problémy | 13  |      |
| Ret                                                          | 43 | Jack Miller           | Prima Pramac Yamaha MotoGP           | Yamaha  | 6   | Nehoda             | 4   |      |
| Nejrychlejší kolo: Marc Márquez (Ducati) - 1:29.911 (kolo 2) |    |                       |                                      |         |     |                    |     |      |
| OFFICIAL MOTOGP SPRINT REPORT                                |    |                       |                                      |         |     |                    |     |      |

## Výsledky hlavního závodu MotoGP
| Poř.                                                         | Č. | Jezdec                | Tým                                  | Výrobce | Kol | Čas                | St. | Body |
| ------------------------------------------------------------ | -- | --------------------- | ------------------------------------ | ------- | --- | ------------------ | --- | ---- |
| 1                                                            | 93 | Marc Márquez          | Ducati Lenovo Team                   | Ducati  | 26  | 39:37.244          | 1   | 25   |
| 2                                                            | 73 | Álex Márquez          | BK8 Gresini Racing MotoGP            | Ducati  | 26  | +1.732             | 2   | 20   |
| 3                                                            | 63 | Francesco Bagnaia     | Ducati Lenovo Team                   | Ducati  | 26  | +2.398             | 3   | 16   |
| 4                                                            | 21 | Franco Morbidelli     | Pertamina Enduro VR46 Racing Team    | Ducati  | 26  | +5.176             | 9   | 13   |
| 5                                                            | 79 | Ai Ogura              | Trackhouse MotoGP Team               | Aprilia | 26  | +7.450             | 5   | 11   |
| 6                                                            | 72 | Marco Bezzecchi       | Aprilia Racing                       | Aprilia | 26  | +14.967            | 8   | 10   |
| 7                                                            | 5  | Johann Zarco          | LCR Honda Castrol                    | Honda   | 26  | +15.225            | 12  | 9    |
| 8                                                            | 33 | Brad Binder           | Red Bull KTM Factory Racing          | KTM     | 26  | +19.929            | 14  | 8    |
| 9                                                            | 23 | Enea Bastianini       | Red Bull KTM Tech3                   | KTM     | 26  | +20.053            | 20  | 7    |
| 10                                                           | 49 | Fabio Di Giannantonio | Pertamina Enduro VR46 Racing Team    | Ducati  | 26  | +21.546            | 13  | 6    |
| 11                                                           | 43 | Jack Miller           | Prima Pramac Yamaha MotoGP           | Yamaha  | 26  | +22.315            | 4   | 5    |
| 12                                                           | 10 | Luca Marini           | Honda HRC Castrol                    | Honda   | 26  | +23.940            | 16  | 4    |
| 13                                                           | 54 | Fermín Aldeguer       | BK8 Gresini Racing MotoGP            | Ducati  | 26  | +24.760            | 15  | 3    |
| 14                                                           | 88 | Miguel Oliveira       | Prima Pramac Yamaha MotoGP           | Yamaha  | 26  | +26.097            | 17  | 2    |
| 15                                                           | 20 | Fabio Quartararo      | Monster Energy Yamaha Factory Racing | Yamaha  | 26  | +26.456            | 10  | 1    |
| 16                                                           | 12 | Maverick Viñales      | Red Bull KTM Tech3                   | KTM     | 26  | +28.770            | 18  |      |
| 17                                                           | 42 | Álex Rins             | Monster Energy Yamaha Factory Racing | Yamaha  | 26  | +31.095            | 19  |      |
| 18                                                           | 35 | Somkiat Chantra       | LCR Honda Idemitsu                   | Honda   | 26  | +31.480            | 22  |      |
| 19                                                           | 37 | Pedro Acosta          | Red Bull KTM Factory Racing          | KTM     | 26  | +42.115            | 6   |      |
| 20                                                           | 32 | Lorenzo Savadori      | Aprilia Racing                       | Aprilia | 26  | +46.827            | 21  |      |
| Ret                                                          | 25 | Raúl Fernández        | Trackhouse MotoGP Team               | Aprilia | 22  | Technické problémy | 7   |      |
| Ret                                                          | 36 | Joan Mir              | Honda HRC Castrol                    | Honda   | 14  | Nehoda             | 11  |      |
| Nejrychlejší kolo: Marc Márquez (Ducati) - 1:30.637 (kolo 4) |    |                       |                                      |         |     |                    |     |      |
| OFFICIAL MOTOGP RACE REPORT                                  |    |                       |                                      |         |     |                    |     |      |

## Výsledky závodu Moto2
| Poř.                                                           | Č. | Jezdec                  | Tým                           | Výrobce    | Kol | Čas         | St. | Body |
| -------------------------------------------------------------- | -- | ----------------------- | ----------------------------- | ---------- | --- | ----------- | --- | ---- |
| 1                                                              | 18 | Manuel González         | Liqui Moly Dynavolt Intact GP | Kalex      | 22  | 35:13.072   | 1   | 25   |
| 2                                                              | 44 | Arón Canet              | Fantic Racing Lino Sonego     | Kalex      | 22  | +2.600      | 3   | 20   |
| 3                                                              | 81 | Senna Agius             | Liqui Moly Dynavolt Intact GP | Kalex      | 22  | +6.491      | 4   | 16   |
| 4                                                              | 10 | Diogo Moreira           | Italtrans Racing Team         | Kalex      | 22  | +6.742      | 10  | 13   |
| 5                                                              | 24 | Marcos Ramírez          | OnlyFans American Racing Team | Kalex      | 22  | +9.561      | 7   | 11   |
| 6                                                              | 7  | Barry Baltus            | Fantic Racing Lino Sonego     | Kalex      | 22  | +11.244     | 5   | 10   |
| 7                                                              | 96 | Jake Dixon              | Elf Marc VDS Racing Team      | Boscoscuro | 22  | +11.345     | 8   | 9    |
| 8                                                              | 27 | Daniel Holgado          | CFMoto Inde Aspar Team        | Kalex      | 22  | +13.174     | 15  | 8    |
| 9                                                              | 12 | Filip Salač             | Elf Marc VDS Racing Team      | Boscoscuro | 22  | +14.188     | 16  | 7    |
| 10                                                             | 21 | Alonso López            | Team HDR Heidrun              | Boscoscuro | 22  | +14.926     | 9   | 6    |
| 11                                                             | 75 | Albert Arenas           | Italjet Gresini Moto2         | Kalex      | 22  | +15.757     | 13  | 5    |
| 12                                                             | 53 | Deniz Öncü              | Red Bull KTM Ajo              | Kalex      | 22  | +18.820     | 12  | 4    |
| 13                                                             | 14 | Tony Arbolino           | Blu Cru Pramac Yamaha Moto2   | Boscoscuro | 22  | +19.152     | 20  | 3    |
| 14                                                             | 99 | Adrián Huertas          | Italtrans Racing Team         | Kalex      | 22  | +19.999     | 18  | 2    |
| 15                                                             | 64 | Mario Aji               | Idemitsu Honda Team Asia      | Kalex      | 22  | +20.760     | 14  | 1    |
| 16                                                             | 28 | Izan Guevara            | Blu Cru Pramac Yamaha Moto2   | Boscoscuro | 22  | +21.256     | 11  |      |
| 17                                                             | 15 | Darryn Binder           | Italjet Gresini Moto2         | Kalex      | 22  | +22.225     | 6   |      |
| 18                                                             | 16 | Joe Roberts             | OnlyFans American Racing Team | Kalex      | 22  | +23.264     | 27  |      |
| 19                                                             | 92 | Yuki Kunii              | Idemitsu Honda Team Asia      | Kalex      | 22  | +23.408     | 23  |      |
| 20                                                             | 95 | Collin Veijer           | Red Bull KTM Ajo              | Kalex      | 22  | +24.309     | 24  |      |
| 21                                                             | 80 | David Alonso            | CFMoto Inde Aspar Team        | Kalex      | 22  | +24.642     | 25  |      |
| 22                                                             | 4  | Iván Ortolá             | QJMotor – Frinsa – MSi        | Boscoscuro | 22  | +26.974     | 19  |      |
| 23                                                             | 71 | Ayumu Sasaki            | RW-Idrofoglia Racing GP       | Kalex      | 22  | +27.064     | 21  |      |
| 24                                                             | 84 | Zonta van den Goorbergh | RW-Idrofoglia Racing GP       | Kalex      | 22  | +30.653     | 26  |      |
| 25                                                             | 66 | Óscar Gutiérrez         | QJMotor – Frinsa – MSi        | Boscoscuro | 22  | +37.405     | 28  |      |
| Ret                                                            | 13 | Celestino Vietti        | Team HDR Heidrun              | Boscoscuro | 12  | Nehoda      | 2   |      |
| Ret                                                            | 9  | Jorge Navarro           | Klint Forward Factory Team    | Forward    | 0   | Nehoda      | 17  |      |
| DNS                                                            | 11 | Álex Escrig             | Klint Forward Factory Team    | Forward    |     | Nestartoval | 22  |      |
| Nejrychlejší kolo: Manuel González (Kalex) - 1:35.390 (kolo 4) |    |                         |                               |            |     |             |     |      |
| OFFICIAL MOTO2 RACE REPORT                                     |    |                         |                               |            |     |             |     |      |

## Výsledky závodu Moto3
| Poř.                                                     | Č. | Jezdec             | Tým                           | Výrobce | Kol | Čas       | St. | Body |
| -------------------------------------------------------- | -- | ------------------ | ----------------------------- | ------- | --- | --------- | --- | ---- |
| 1                                                        | 99 | José Antonio Rueda | Red Bull KTM Ajo              | KTM     | 19  | 32:14.402 | 3   | 25   |
| 2                                                        | 83 | Álvaro Carpe       | Red Bull KTM Ajo              | KTM     | 19  | +7.276    | 6   | 20   |
| 3                                                        | 31 | Adrián Fernández   | Leopard Racing                | Honda   | 19  | +7.341    | 11  | 16   |
| 4                                                        | 82 | Stefano Nepa       | Sic58 Squadra Corse           | Honda   | 19  | +7.590    | 2   | 13   |
| 5                                                        | 18 | Matteo Bertelle    | LevelUp – MTA                 | KTM     | 19  | +10.242   | 1   | 11   |
| 6                                                        | 71 | Dennis Foggia      | CFMoto Gaviota Aspar Team     | KTM     | 19  | +11.644   | 13  | 10   |
| 7                                                        | 22 | David Almansa      | Leopard Racing                | Honda   | 19  | +12.068   | 7   | 9    |
| 8                                                        | 54 | Riccardo Rossi     | Rivacold Snipers Team         | Honda   | 19  | +13.138   | 12  | 8    |
| 9                                                        | 78 | Joel Esteban       | Red Bull KTM Tech3            | KTM     | 19  | +21.956   | 23  | 7    |
| 10                                                       | 58 | Luca Lunetta       | Sic58 Squadra Corse           | Honda   | 19  | +22.031   | 5   | 6    |
| 11                                                       | 21 | Ruché Moodley      | Denssi Racing – Boé           | KTM     | 19  | +22.158   | 19  | 5    |
| 12                                                       | 36 | Ángel Piqueras     | Frinsa – MT Helmets – MSi     | KTM     | 19  | +29.798   | 15  | 4    |
| 13                                                       | 89 | Marcos Uriarte     | Gryd – MLav Racing            | Honda   | 19  | +30.044   | 26  | 3    |
| 14                                                       | 11 | Adrián Cruces      | CIP Green Power               | KTM     | 19  | +29.930   | 20  | 2    |
| 15                                                       | 14 | Cormac Buchanan    | Denssi Racing – Boé           | KTM     | 19  | +57.228   | 22  | 1    |
| Ret                                                      | 19 | Scott Ogden        | CIP Green Power               | KTM     | 18  | Nehoda    | 4   |      |
| Ret                                                      | 34 | Jakob Rosenthaler  | CFMoto Gaviota Aspar Team     | KTM     | 18  | Nehoda    | 25  |      |
| Ret                                                      | 66 | Joel Kelso         | LevelUp – MTA                 | KTM     | 14  | Nehoda    | 8   |      |
| Ret                                                      | 64 | David Muñoz        | Liqui Moly Dynavolt Intact GP | KTM     | 12  | Nehoda    | 10  |      |
| Ret                                                      | 10 | Nicola Carraro     | Rivacold Snipers Team         | Honda   | 10  | Nehoda    | 16  |      |
| Ret                                                      | 6  | Ryusei Yamanaka    | Frinsa – MT Helmets – MSi     | KTM     | 9   | Nehoda    | 14  |      |
| Ret                                                      | 94 | Guido Pini         | Liqui Moly Dynavolt Intact GP | KTM     | 8   | Nehoda    | 24  |      |
| Ret                                                      | 72 | Taiyo Furusato     | Honda Team Asia               | Honda   | 7   | Nehoda    | 9   |      |
| Ret                                                      | 73 | Valentín Perrone   | Red Bull KTM Tech3            | KTM     | 6   | Nehoda    | 21  |      |
| Ret                                                      | 5  | Tatchakorn Buasri  | Honda Team Asia               | Honda   | 6   | Nehoda    | 17  |      |
| Ret                                                      | 8  | Eddie O'Shea       | Gryd – MLav Racing            | Honda   | 0   | Nehoda    | 18  |      |
| Nejrychlejší kolo: David Muñoz (KTM) - 1:41.042 (kolo 9) |    |                    |                               |         |     |           |     |      |
| OFFICIAL MOTO3 RACE REPORT                               |    |                    |                               |         |     |           |     |      |

## Startovní listina MotoGP
| Tovární týmy                      | Tovární týmy | Tovární týmy            | Tovární týmy | Tovární týmy          |
| Tým                               | Konstruktér  | Motorka                 | st.č.        | Jezdec                |
| --------------------------------- | ------------ | ----------------------- | ------------ | --------------------- |
| Aprilia Racing                    | Aprilia      | Aprilia RS-GP25         | 32           | Lorenzo Savadori      |
| Aprilia Racing                    | Aprilia      | Aprilia RS-GP25         | 72           | Marco Bezzecchi       |
| Ducati Lenovo Team                | Ducati       | Ducati Desmosedici GP25 | 63           | Francesco Bagnaia     |
| Ducati Lenovo Team                | Ducati       | Ducati Desmosedici GP25 | 93           | Marc Márquez          |
| Honda HRC Castrol                 | Honda        | Honda RC213V            | 10           | Luca Marini           |
| Honda HRC Castrol                 | Honda        | Honda RC213V            | 36           | Joan Mir              |
| Red Bull KTM Factory Racing       | KTM          | KTM RC16                | 33           | Brad Binder           |
| Red Bull KTM Factory Racing       | KTM          | KTM RC16                | 37           | Pedro Acosta          |
| Monster Energy Yamaha MotoGP      | Yamaha       | Yamaha YZR-M1           | 20           | Fabio Quartararo      |
| Monster Energy Yamaha MotoGP      | Yamaha       | Yamaha YZR-M1           | 42           | Álex Rins             |
| Satelitní týmy                    |              |                         |              |                       |
| Tým                               | Konstruktér  | Motorka                 | st.č.        | Jezdec                |
| Trackhouse MotoGP Team            | Aprilia      | Aprilia RS-GP           | 25           | Raúl Fernández        |
| Trackhouse MotoGP Team            | Aprilia      | Aprilia RS-GP           | 79           | Ai Ogura              |
| Pertamina Enduro VR46 Racing Team | Ducati       | Ducati Desmosedici GP24 | 21           | Franco Morbidelli     |
| Pertamina Enduro VR46 Racing Team | Ducati       | Ducati Desmosedici GP25 | 49           | Fabio Di Giannantonio |
| Gresini Racing MotoGP             | Ducati       | Ducati Desmosedici GP24 | 54           | Fermín Aldeguer       |
| Gresini Racing MotoGP             | Ducati       | Ducati Desmosedici GP24 | 73           | Álex Márquez          |
| LCR Honda Castrol                 | Honda        | Honda RC213V            | 5            | Johann Zarco          |
| LCR Honda IDEMITSU                | Honda        | Honda RC213V            | 35           | Somkiat Chantra       |
| Red Bull KTM Tech3                | KTM          | KTM RC16                | 12           | Maverick Viñales      |
| Red Bull KTM Tech3                | KTM          | KTM RC16                | 23           | Enea Bastianini       |
| Prima Pramac Yamaha               | Yamaha       | Yamaha YZR-M1           | 43           | Jack Miller           |
| Prima Pramac Yamaha               | Yamaha       | Yamaha YZR-M1           | 88           | Miguel Oliveira       |

| Legenda                 |
| ----------------------- |
| Stálý jezdec            |
| Nováček                 |
| Jezdec na divokou kartu |
| Náhradní jezdec         |

| Předchozí Velká cena: -                   | Mistrovství světa silničních motocyklů 2025 | Následující Velká cena: Velká cena Argentiny 2025 |
| Předchozí ročník: Velká cena Thajska 2024 | Velká cena Thajska silničních motocyklů     | Následující ročník: Velká cena Thajska 2026       |